# Sonorella anchana
Sonorella anchana är en snäckart som beskrevs av S. S. Berry 1948. Sonorella anchana ingår i släktet Sonorella och familjen Helminthoglyptidae. Inga underarter finns listade i Catalogue of Life.